# Kematef
Kematef (v překladu „Ten, který dokončil svůj čas“, řecky Κνεφις – Knefis) je lokální staroegyptský bůh, který v oblasti Vesetu reprezentoval představu stvořitelského praboha v podobě hada přebývajícího ve stavu před stvořením světa v praoceánu Nun. Takto byl ztotožňován s Amonem, u nějž vyjadřoval aspekt vše předcházejícího Stvořitele a byl využit v jeho pojetí jako transcendentálního boha. Objevuje se například v souvislosti s vesetkou adaptací mytologicko-teologického konceptu Osmera bohů z Chemenu. Přestože je toto jméno doloženo teprve v prolemaiovské době, navazuje na mnohem starší představy: v Textech rakví je preexistenciální had skutečnou podobou Atuma a Usira, v níž tito bohové existovali před vznikem světa a k níž se znovu vrátí, až vše včetně ostatních bohů zanikne. 